# 电工钢

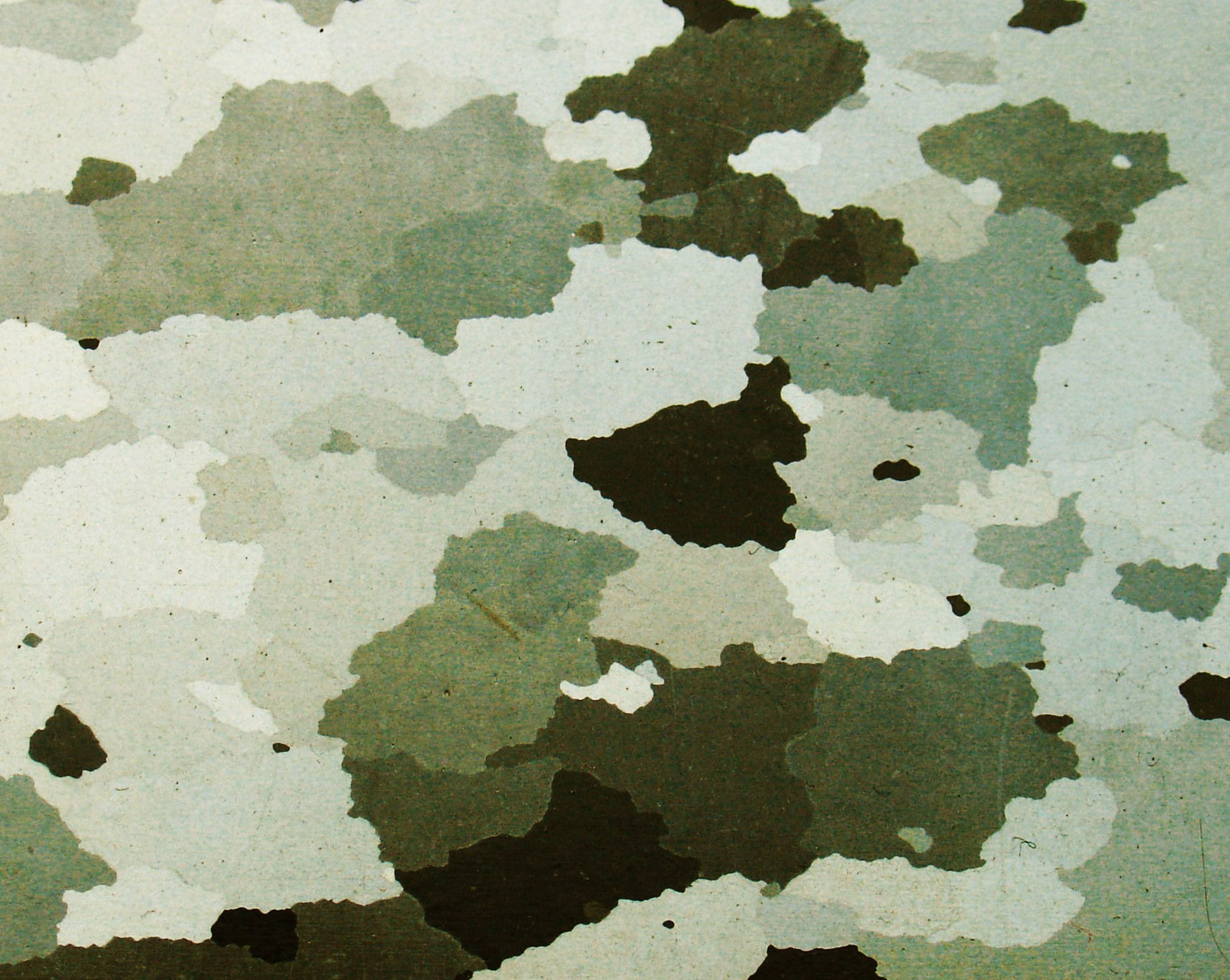
电工钢

电工钢，又名硅钢（silicon steel），是一种含硅的特种钢，可以表现出一些特殊的磁性，比如制造出一个磁滞区域、增加磁导率、减小磁芯损耗，是电工领域广泛使用的一种软磁合金。
电工钢通常以冷轧方式制造，厚度一般小于2毫米。多片电工钢通常会被压成叠片，俗称硅钢片，用于变压器和电动机中的定子和转子的磁芯。电工钢在压成叠片后通常会用凹凸模、激光或电火花加工切割成形。

## 分类

### 取向性
硅钢可以分为取向硅钢、无取向硅钢这两大类。取向硅钢的磁性有强烈的方向性，在轧制方向上铁损值最低、磁导率最高和在一定的磁化场下有高的磁感值。取向硅钢的硅含量约为3%，并要求钢中氧化物夹杂含量低，同时须含有某种抑制剂(MnS, AlN )，因为多用于变压器铁芯制造，所以也称冷轧变压器钢。
无取向硅钢的含碳量很低，硅含量在0.8%-4.8%之间，加入硅可提高铁的电阻率和最大磁导率，降低矫顽力、铁芯损耗（铁损）和磁时效。在形变和退火后的钢板中其晶粒呈无规则取向分布，经热、冷轧而成的厚度在1mm以下的硅钢薄板。

### 用途
按用途硅钢分为热轧硅钢，冷轧电工钢和特殊用途硅钢这三大类。冷轧片厚度均匀、表面质量好、磁性较高，逐渐取代热轧片。低硅片含硅2.8％以下，它具有一定机械强度；高硅片含硅量为2.8％-4.8％，它具有磁性好，但较脆。

变压器铁芯

1. 热轧硅钢，属于无取向硅钢，进一步可以细分为热轧低硅钢（电机钢）和热轧高硅钢（变压器钢）。其中热轧低硅钢的硅含量在1.0%-2.5%之间，主要用途是家用电机和微电机等；热轧高硅钢的硅含量在3.0%-4.5%之间，主要用于变压器。
2. 冷轧电工钢可分为冷轧取向电工钢和冷轧无取向电工钢。冷轧取向硅钢又分为普通取向硅钢和高磁感取向硅钢，都是应用于大中小型变压器；冷轧无取向电工钢分为低碳电工钢（硅含量小于等于0.5%）和硅钢（硅含量在0.5%-3.5%）。低碳电工钢应用于家用电机、微电机小变压器和镇流器，硅钢则用于大中型电机、发电机和变压器。由上面的用途来看，冷轧取向电工钢和热轧高硅钢用途类似，都是用于变压器，而冷轧无取向电工钢又和热轧低硅钢类似，都是用于电机。
3. 特殊用途硅钢有冷轧取向硅钢薄带、冷轧无取向硅钢薄带、磁开关用冷轧无取向硅钢以及冷轧高硅钢四种。冷轧取向硅钢薄带的用途是脉冲变压器、磁放大器、高频变压器和电焊机；冷轧无取向硅钢薄带的用途是高频电机和发电机；磁开关用冷轧无取向硅钢的用途是继电器和磁开关；冷轧高硅钢的用途是高频电机、变压器和磁屏蔽。

| 名称           | 轧制 | 取向                | 硅含量    | 用途                               |
| -------------- | ---- | ------------------- | --------- | ---------------------------------- |
| 热轧低硅钢     | 热轧 | 无取向              | 1.0%-2.5% | 家用电机和微电机                   |
| 热轧高硅钢     | 热轧 | 无取向              | 3.0%-4.5% | 变压器                             |
| 冷轧取向电工钢 | 冷轧 | 普通取向/高磁感取向 |           | 大中小型变压器                     |
| 低碳电工钢     | 冷轧 | 无取向              | <0.5%     | 家用电机、微电机、小变压器和镇流器 |
| 硅钢           | 冷轧 | 无取向              | 0.5%-3.5% | 大中型电机、发电机和变压器         |

## 特性

### 铁损值
铁损低，这是硅钢片质量的最重要指标。各国都根据铁损值划分牌号，铁损愈低，牌号愈高。

### 磁通密度
磁通密度表示硅钢片被磁化的难易度。通常硅钢片的磁通密度是在频率50或60赫兹，外加磁场5000A/m的条件下测得，称为B50，其单位为特斯拉(Tesla)。磁通密度愈高，单位面积所通过的磁通量愈大，能源效率愈佳。